# Lemon Grove (Floride)
Lemon Grove est une census-designated place du comté dee Hardee, dans l'État de Floride, aux États-Unis. En 2020, elle compte une population de 637 habitants.